# Sven Van Buren
Sven Van Buren (* 20. August 1983) ist ein ehemaliger belgischer Eishockeyspieler und heutiger Trainer.

## Karriere
Sven Van Buren begann seine Karriere bei HYC Herentals, für den er bereits als 18-Jähriger in der belgischen Ehrendivision debütierte, nachdem er zunächst in der zweiten Mannschaft gespielt hatte, und 2002 belgischer Meister wurde. 2004 wechselte er zum Antwerpener Stadtteilklub Phantoms Deurne, mit dem er 2005 den belgischen Pokalwettbewerb gewann. Nachdem er für die Spielzeit 2010/11 nach Herentals zurückgekehrt war, ließ er seine Karriere bis 2014 bei Olympia Heist op den Berg ausklingen.

### International
Für Belgien nahm Van Buren im Juniorenbereich an den U18-Weltmeisterschaften der Europa-Division 2 2000 und der Division III 2001 sowie der U20-Weltmeisterschaft 2003 in der Division III teil.
Für die Herren-Nationalmannschaft spielte Van Buren bei den Weltmeisterschaften 2003, 2005, 2006, 2007, 2008, 2009 und 2010 in der Division II. Bei der Weltmeisterschaft 2004 spielte er mit den Belgiern in der Division I.

### Trainerlaufbahn
Nach seiner Spielerkarriere ist Van Buren als Trainer tätig. Bei den Frauenweltmeisterschaften seit 2017 war er jeweils Assistenztrainer der Belgierinnen, die in der Division II (bzw. der Qualifikation dazu) oder III antraten. Zuletzt gelang 2023 der erstmalige Aufstieg von der B- in die A-Gruppe der Division II.

## Erfolge und Auszeichnungen
- 2002 Belgischer Meister mit HYC Herentals
- 2005 Belgischer Pokalsieger mit den Phantoms Deurne

### International
- 2003 Aufstieg in die Division I bei der Weltmeisterschaft der Division II, Gruppe B
- 2003 Aufstieg in die Division II bei der U20-Weltmeisterschaft der Division III

### Als Trainer
- 2022 Aufstieg in die Division II, Gruppe B, bei der Weltmeisterschaft der Division III, Gruppe A
- 2023 Aufstieg in die Division II, Gruppe A, bei der Weltmeisterschaft der Division II, Gruppe B

## Ehtrendivsions-Statistik
(Stand: Ende der Spielzeit 2013/14)
Nicht für alle Spielzeiten liegen Daten vor, so dass die Gesamtzahl jeweils höher liegen wird.